# Шанх
Шанх (монг. Шанх хийд) — буддийский монастырь в Монголии.
Монастырь Шанх расположен в центральной Монголии, в Увэр-Хангайском аймаке, на его крайнем севере — в сомоне Хархорин, в 25 км на юго-восток от сомонного центра — города Хархорин.
Шанх является одним из наиболее древних и знаменитых монгольских буддистских монастырей. Принадлежит к школе тибетского буддизма Гэлуг. Монастырь был основан в 1647 году по указанию духовного вождя Монголии Дзанабадзара.